# XNU
XNU je jádro operačního systému a název XNU je zkratka pro X is Not UNIX (česky X není UNIX). Je vyvíjeno firmou Apple a použito jako součást operačních systémů Darwin, macOS (Apple OS X) a iOS.
XNU je hybridní jádro unixového typu postavené okolo mikrojádra Mach 3, za použití kódu operačního systému FreeBSD a vlastního API zvaného I/O Kit.
XNU byl původně vyvíjen firmou NeXT pro její operační systém NeXTSTEP, jakožto kombinace jádra Mach 2.5, BSD a Driver Kitu, což je objektové API pro ovladače. Poté, co Apple skoupil NeXT, byl Mach 2.5 nahrazen Machem verze 3, které se mezitím stalo mikrojádrem, části BSD kódu byly nahrazeny kódem z FreeBSD a Driver Kit byl nahrazen vlastním API zvaným I/O Kit.
Zdrojové kódy XNU (stejně jako celého Darwinu) jsou uvolněny jako open source pod licencí Apple Public Source License 2.0. V současné době je XNU portováno na procesorové platformy x86, x86-64, PowerPC (32 a 64 bit) a ARM (32 a 64 bit).